# Atherigona hargreavesi
Atherigona hargreavesi este o specie de muște din genul Atherigona, familia Muscidae, descrisă de Deeming în anul 1977. Conform Catalogue of Life specia Atherigona hargreavesi nu are subspecii cunoscute.